# Elezioni europee del 1994 in Francia
Le elezioni europee in Francia del 1994 si sono tenute il 12 giugno per il rinnovo della delegazione francese al Parlamento europeo.
Gli europarlamentari spettanti alla Francia per la IV legislatura (1994-1999) erano 87.

## Risultati
| Liste                | Liste | Gruppo               | Voti       | %     | Seggi           |
| -------------------- | --- | -------------------- | ---------- | ----- | --------------- |
|                      | L'Union UDF-RPR Raggruppamento per la Repubblica Unione per la Democrazia Francese: • Partito Repubblicano • Centro dei Democratici Sociali • Clubs Prospettive e Realtà • Partito Socialdemocratico • Partito Radicale • Aderenti diretti | - ADE - PPE ELDR PPE | 4.985.574  | 25,58 | 28 14 - 5 4 2 1 |
|                      | L'Europe solidaire (Partito Socialista) | PSE                  | 2.874.173  | 14,49 | 15              |
|                      | Majorité pour l'Autre Europe (Movimento per la Francia - Dissidenti UDF) | EN                   | 2.404.105  | 12,34 | 13              |
|                      | Énergie Radicale (Movimento dei Radicali di Sinistra) | ARE                  | 2.344.457  | 12,03 | 13              |
|                      | Contre l'Europe de Maastricht, Allez la France (Fronte Nazionale) | NI                   | 2.050.086  | 10,52 | 11              |
|                      | Liste présentée par le PCF (Partito Comunista Francese) | GUE                  | 1.342.222  | 6,89  | 7               |
|                      | Caccia, Pesca, Natura e Tradizioni | -                    | 771.061    | 3,96  | -               |
|                      | Union des écologistes pour l'Europe (Verdi - L'Écologie Autrement) | -                    | 574.806    | 2,95  | -               |
|                      | L'Autre Politique (Movimento dei Cittadini - DVG) | -                    | 494.986    | 2,54  | -               |
|                      | Lotta operaia | -                    | 442.723    | 2,27  | -               |
|                      | Génération Écologie pour l'Europe (Generazione Ecologia) | -                    | 392.291    | 2,01  | -               |
|                      | Altri partiti (< 2%) | -                    | 860.986    | 4,42  | -               |
| Totale               | Totale | Totale               | 19.487.470 |       | 87              |
| Schede bianche/nulle | Schede bianche/nulle | Schede bianche/nulle | 1.097.510  | 2,82  |                 |
| Votanti              | Votanti | Votanti              | 20.584.980 | 52,76 |                 |
| Elettori             | Elettori | Elettori             | 39.019.797 |       |                 |